# آن فوستر (محاكمات السحر في سالم)
آن فوستر (بالإنجليزية: Ann Foster)‏ (نيي ألكوك:1617 _ 3 ديسمبر 1692) كانت أرملة من اندوفر اتهمت بالسحر خلال محاكمات السحر في سالم.

## الحياة والعائلة
ولدت آن ألكوك لجورج وآن (قبل الزواج هوكر) ألكوك في إنجلترا.
تزوجت أندرو فوستر واستقرا في اندوفر، ماساشوستس.
كان لديهم خمسة أطفال: أندرو وإبراهيم والسيدة سارة كيمب، السيدة هانا ستون (زوجها، هيو ستون، قتلها في حالة من الغضب العارم في حالة سكر في 1689، وأعدم بعدها)، والسيدة ماري لاسي.

## الإتهام والمحاكمة
في 1692، عندما أصابت امرأة تدعى اليزابيث بالارد بالحمى التي حيرت الأطباء، كان يشتبه بإنه من السحر، وبدأت عملية البحث عن الساحرة المسؤولة.
اتخذت فتاتين منكوبتين من قرية سالم، آن بوتنام وماري والكوت، لاندوفر للبحث عن ساحرة، وسقطن في نوبات على مرأى من آن فوستر.
آن، أرملة منذ سبع سنوات، اعتقلت واقتيدت إلى سجن سالم.
واتهمت ابنة آن فوستر، ماري لاسي، وابنتها، واسمها أيضا ماري لاسي (تسمى "ماري لاسي، الابنة")، بالسحر كذلك.
قراءة وثيقة من محاضر جلسات المحاكمة تكشف بأن آن قاومت الاعتراف بالجرائم التي اتهمت بها، على الرغم من كونها تعرضت للتعذيب عدة مرات على مدى أيام.
كسر عزمها بعدما اتهمت ابنتها ماري لاسي بالسحر أيضاً.
كان اعترافها محاولة واضحة لحماية ابنتها. أدينت وتوفيت آن في سجن سالم في 3 ديسمبر 1692، بالغة من العمر 75 عاما بعد 21 أسبوعا من السجن قبل أن تفقد المحاكمات مصداقيتها وتنتهي.
إبنها إبراهيم، التمس في وقت لاحق السلطات لمسح اسمها ("إزالة من المصادر") وتعويض الأسرة عن النفقات المرتبطة بالسجن والدفن.
ونشر عريضة بحقها.